# 因约国家森林
因约国家森林（英語：Inyo National Forest，也译作因尤国家森林）是座美国国家森林，遍布在加利福尼亚州的內華達山脈东部，以及加州、内华达州境内的白山山脉。森林内有数个“之最”，其中包括美国本土的最高点——惠特尼峰
、 内华达州的最高点——邦德里峰、育有世界上最古老的树木的古代刺果松森林。